# Hoanya (dialect)
Hoanya is een dialect van het Papora-Hoanya, een Paiwanische taal gesproken in Taiwan. Het Hoanya is dood.

## Classificatie
- Austronesische talen
  - Formosaanse talen
    - Paiwanische talen
      - Papora-Hoanya
        - Hoanya

Hoanya · Papora
Paiwanische talen
Kulon-Pazeh · Papora-Hoanya